# Mandat britànic de Mesopotàmia
El Mandat britànic de Mesopotàmia era un mandat classe A de la Societat de Nacions, un mandat sota l'Article 22 i confiat al Regne Unit de Gran Bretanya i Irlanda quan l'Imperi Otomà va ser dividit cap al 1920 pel Tractat de Sèvres després de la Primera Guerra Mundial. Aquesta concessió va ser completada el 25 d'abril de 1920, en la conferència de San Remo a Itàlia.

## Història
El Regne Unit tenia interès a ocupar el territori que va correspondre al Regne de l'Iraq des del segle xix, ja que al fer-ho esperava parar l'avanç de l'Rússia per l'Àsia central i consolidar el seu control sobre el Canal de Suez i el Golf Pèrsic. Durant la Primera Guerra Mundial, Regne Unit va ocupar la província otomana de Bàssora, desembarcant tropes a Shatt al-Arab, amb l'objectiu de protegir els interessos petroliers de Gran Bretanya. Els soldats europeus van seguint avançant per Mesopotàmia i van ocupar el viyalat de Bagdad cap al mes de març de 1917. El viyalat de Mossul no va ser ocupat fins que va acabar la guerra. A més, el terme Iraq va començar a ser utilitzat pels britànics per designar el territori ocupat, ja que el terme històric Mesopotàmia només comprèn als viyalats de Bagdad i Bàssora.
El govern civil d'Iraq de la postguerra va ser encapçalat al principi per l'alt comissionat, Lord Percy Cox, i el seu diputat, el coronel Arnold Talbot Wilson. Les represàlies britàniques després de l'assassinat d'un oficial britànic a An Najaf, no van poder restaurar l'ordre. L'administració britànica va tardar a ser establerta en les muntanyes del Kurdistan. Des de les muntanyes Hakkari, més enllà de la frontera del nord d'Iraq i de les planures d'Urmia a l'Iran, milers d'assiris van començar a migrar al territori iraquià cercant refugi de la repressió turca.
A l'abril de 1920, la Societat de Nacions va donar el control formal d'Iraq al Regne Unit, sota la forma d'un Mandat.
El 3 de juliol, els nacionalistes iraquians van iniciar un aixecament contra l'ocupació britànica, que va motivar la permanència de 65.000 soldats britànics. Mentrestant, els britànics van nomenar Rei a Faysal ibn Husayn, membre d'una família sunnita que va col·laborar amb ells durant la guerra. Faisal havia estat proclamat rei de Síria per un congrés nacional siri a Damasc cap al març de 1920, però va ser expulsat pels francesos cap al juliol, quan aquests van prendre el control del Líban i Síria sota la forma de Mandats de la Lliga de Nacions. Aleshores, els xiïtes van lliurar una guerra santa, que va ser aixafada pels britànics, els qui van ser convertits en ciutadans de segona classe en la jove nació.
La insurrecció àrab va provocar 2.000 baixes als ocupants i 8.450 iraquians, i al  Regne Unit es va iniciar un moviment opositor a la permanència de tropes a l'Iraq. T. E. Lawrence, heroi de la guerra i conegut com a Lawrence d'Aràbia, va ser una de les primeres veus que es va oposar a la intervenció del seu país a Iraq.
Com a conseqüència d'aquesta oposició, el  Regne Unit va signar una sèrie de tractats bilaterals amb el govern iraquià, i va ser el primer Mandat a rebre un Parlament i una Constitució. Tanmateix, els britànics no van reconèixer a l'Iraq com una nació sobirana. Encara que el Regne Unit va reconèixer a Faisal com a Rei, també es va reservar el dret de nomenar oficials britànics en llocs claus del govern, treballant com a assessors, de manera que molts nacionalistes van veure al Rei com un governant titella.
L'Assemblea Constituent del Mandat de l'Iraq va ser establerta a 1924, i les discussions entre nacionalistes i britànics van ser comunes, els primers es van oposar a la proposta que el control militar havia de caure sobre oficials britànics. També es van negar a concedir poders tan amplis a l'Alt Comissionat britànic. L'Alt Comissionat va respondre anunciant que si no s'aconseguia un acord se sol·licitaria a la Lliga de Nacions que ratifiqués el Mandat en els seus termes originals, el que significaria la fi de tots els progressos iraquians. L'amenaça va servir, l'11 de juny, l'Assemblea va aprovar els tractats i acords britànics-iraquians.
Els nacionalistes van seguir pressionant per obtenir més independència, i el 1927 van reiniciar les negociacions. Tanmateix, encara que es va obtenir un acord, els britànics es van negar a ratificar l'acord llevat que l'Iraq pagués tots els seus deutes.
Finalment el 1930, es va ratificar un nou acord, però el Regne Unit es va reservar el dret de pas de tropes per territori iraquià i la instal·lació de bases aèries.
Finalment, el 3 d'octubre de 1932, després que el govern iraquià comprés el sistema ferroviari construït pels britànics durant la I Guerra Mundial i garantís els drets de les minories, Iraq es va convertir en un estat sobirà i va ser acceptat en la Lliga de Nacions.
El govern civil d'Iraq de la postguerra va ser encapçalat al principi per l'alt comissionat, Lord Percy Cox, i el seu diputat, el coronel Arnold Talbot Wilson. Les represàlies britàniques després de l'assassinat d'un oficial britànic a An Najaf, van deixar de restaurar l'ordre. L'administració britànica va haver de ser establerta encara en les muntanyes del Kurdistan. Des de les muntanyes Hakkari, més enllà de la frontera del nord d'Iraq i de les planes d'Urmia a l'Iran, milers d'assiris van començar a entrar al territori iraquià buscant refugi del salvatgisme turc. El problema més sorprenent que afronten els britànics era la còlera creixent dels nacionalistes, que es van sentir enganyats en ser concordat l'estat de mandat. Els nacionalistes aviat van venir per veure el mandat com una disfressa feble per al colonialisme.

## Malestar primerenc
Tres societats secretes anticolonials importants havien estat formades a Iraq durant el 1918 i 1919. A An Najaf, va ser formada l' Jamiyat Nahda al Islamiya (la Lliga del Despertar Islàmic).  Al Jamiya al Wataniya Al Islamia (la Lliga Nacional Musulmana) va ser formada amb l'objectiu d'organització i mobilització de la població per la resistència principal. El febrer de 1919, a Bagdad, una coalició de comerciants Shia, professors i funcionaris sunnites, sunnites i Shia ulama, i oficials iraquians van formar el Haras al Istiqlal (els Guàrdies de la Independència). Istiqlal tenia grups de membres a Karbala, An Najaf, Al Kut, i Al Hillah.